# Grijoa (Santa Comba)
Grijoa (llamada oficialmente San Xoán de Grixoa) es una parroquia y un lugar español del municipio de Santa Comba, en la provincia de La Coruña, Galicia.

## Entidades de población
Entidades de población que forman parte de la parroquia:
- A Agris (A Gris)
- A Paía
- Armán
- Grixoa
- Vilar de Céltigos

## Demografía

### Parroquia
| Gráfica de evolución demográfica de Grijoa (parroquia) entre 2000 y 2019 |
|                                                                          |
| Datos según el nomenclátor publicado por el INE.                         |

### Lugar
| Gráfica de evolución demográfica de Grixoa (lugar) entre 2000 y 2019 |
|                                                                      |
| Datos según el nomenclátor publicado por el INE.                     |